# Гиппенрейтер, Вадим Евгеньевич
Вади́м Евге́ньевич Гиппенре́йтер (22 апреля 1917 года, Москва, Российская Республика — 16 июля 2016 года, Москва, Российская Федерация) — советский и российский фотограф-пейзажист; многократный чемпион СССР по горным лыжам и слалому. Впоследствии тренер по горным лыжам.

## Биография
В 1934 году начал кататься на горных лыжах под руководством эмигрировавшего из Австрии после поражения вооружённого восстания шуцбундовца Густава Деберля. Первый мастер спорта СССР по горным лыжам (1937). Первый чемпион СССР по слалому (1937). Чемпион СССР по слалому 1938 года. С 1937 по 1960 год — тренер по горным лыжам спортивных обществ «Вита» и «Зенит».
В 1948 году получил образование скульптора, окончив Московский художественный институт имени Сурикова. После института увлёкся фотографией. Занимался альпинизмом и горными лыжами. Был первым чемпионом СССР по скоростному спуску 1937 г. Также стал первым, кто спустился с Эльбруса на лыжах в 1939 году. В дальнейшем он трижды завоёвывал первенство Советского Союза по горным лыжам. Он стал одним из немногих, кто снял извержение Толбачика в 1975 году. Широко известны фотоальбомы Вадима Гиппенрейтера «Рождение вулкана» (1979) и «Мещерская сторона» (1981).
Двоюродный брат и бывший муж Юлии Борисовны Гиппенрейтер. Имел троих детей (две дочери и сын), пять внуков, двух правнуков.

## Награды и звания
Указом Президента Российской Федерации был награждён орденом Почёта.

## Работы и выставки
Автор 28 фотоальбомов на темы спорта, искусства, природы, в его архиве около 50 тысяч форматных слайдов. Золотая медаль Международной выставки «ИНТЕРПРЕССФОТО» (1966). Член Союза журналистов СССР, почётный член Союза фотохудожников России, член Гильдии Рекламных Фотографов.
Изданные фотоальбомы:
- Беловежская пуща. Минск, 1964.
- Сказки русского леса. М., 1967.
- К вулканам Камчатки. М., 1970.
- Теберда — Домбай. М., 1970.
- Заонежье. Музей-заповедник под открытым небом. М., 1972.
- Командоры. М., 1972.
- Новгород. М., 1976.
- Вершины впереди. В горах Кабардино-Балкарии. М., 1978.
- Рождение вулкана. М., 1979.
- Мещерская сторона. М., 1981.
- Мелодии русского леса. М., 1983.
- Времена года. М., 1987.
- Средняя Азия. Архитектурные памятники IX—XIX вв. М., 1987.
- Гармония вечного. Древнее искусство Карелии. Петрозаводск, 1994. ISBN 5-88165-004-2.

Первая зарубежная авторская выставка Вадима Гиппенрейтера прошла в Вене в декабре 2004 года при его личном участии .